# Bergschenhoek

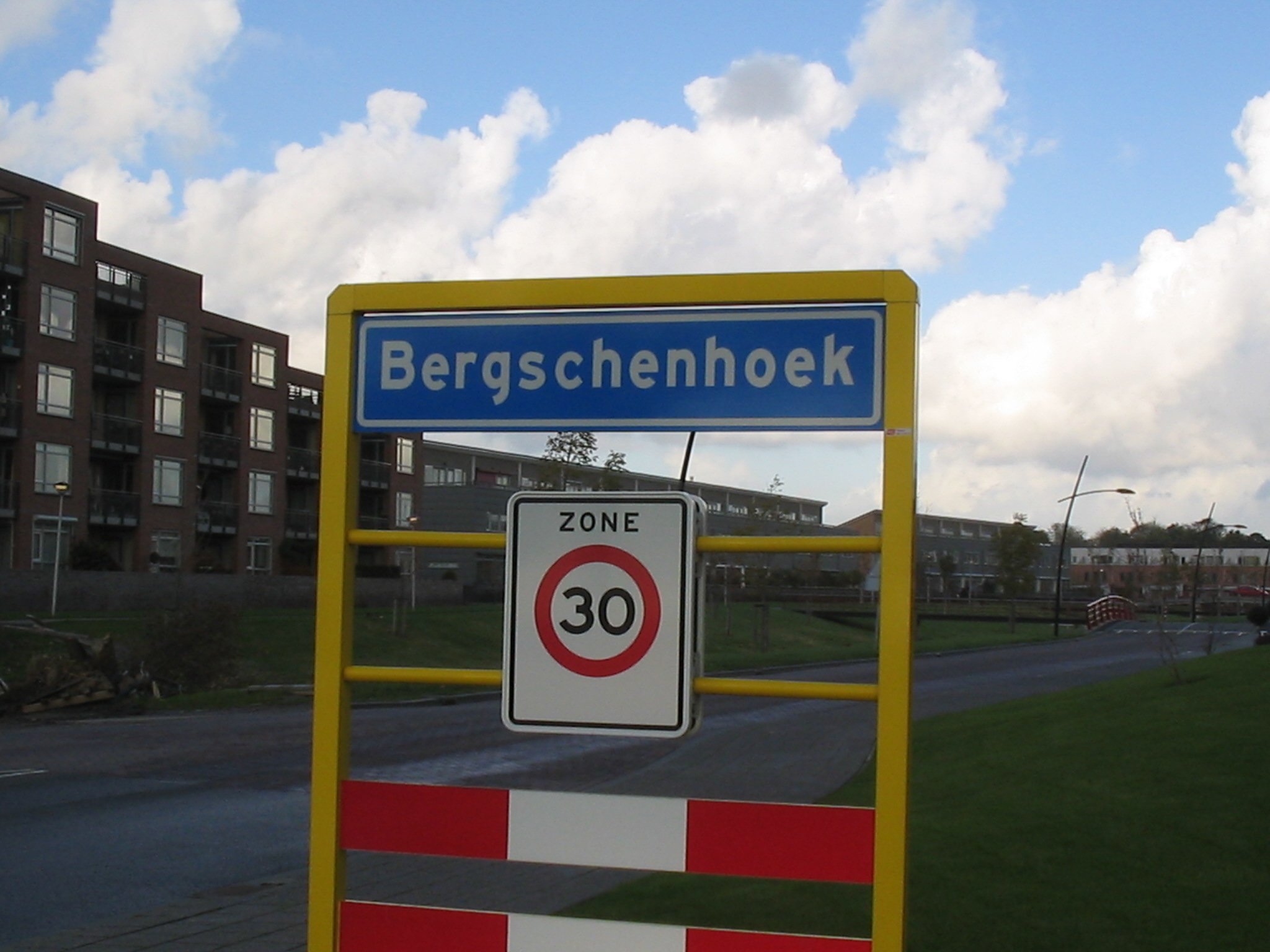
Ortsgräns.

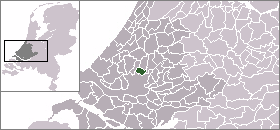
Lägeskarta

Bergschenhoek är en historisk kommun i provinsen Zuid-Holland i Nederländerna. Kommunens totala area är 15,52 km² (där 0,63 km² är vatten) och invånarantalet är på 15 870 invånare (2004).